# Breite Straße 42 (Quedlinburg)

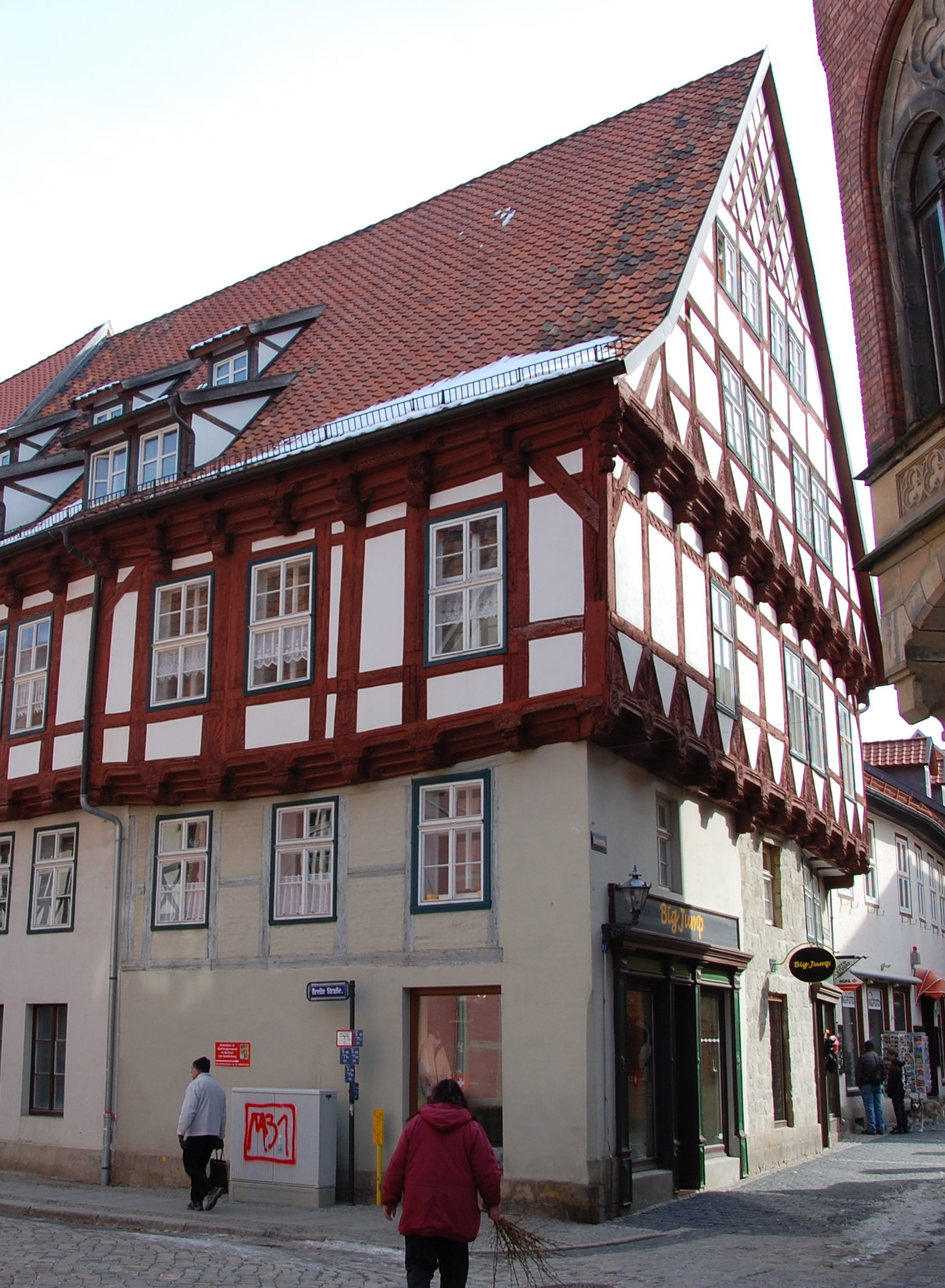
Haus Breite Straße 42

Das Haus Breite Straße 42 ist ein denkmalgeschütztes Gebäude in der Stadt Quedlinburg in Sachsen-Anhalt.

## Lage
Es befindet sich nordöstlich des Marktplatzes der Stadt, an der Einmündung der Bockstraße auf die Breite Straße, und gehört zum UNESCO-Weltkulturerbe. Im Quedlinburger Denkmalverzeichnis ist es als Wohnhaus eingetragen. Nördlich grenzt das gleichfalls denkmalgeschützte Haus Breite Straße 41 an.

## Architektur und Geschichte
Das große Fachwerkhaus entstand gemeinsam mit dem nördlich angrenzenden Nachbarhaus im Jahr 1551. Bauherr war der Ratskämmerer Joachim Quenstedt. Besonders markant ist die südliche, zur Bockstraße weisende Giebelwand, an der sich auch die Verzierungen der Bauzeit erhalten haben. Neben walzenförmigen Balkenköpfen und Schiffskehle finden sich auch Wellenband, Fächerrosetten auf den Fußwinkelhölzern und Kopfband mit Überblattungen. Das Giebeldreieck über dem oberen Geschoss weist eine Höhe von zehn Metern auf.
Die Gefache waren mit Lehmgeflecht verfüllt. Es bestand eine wellig ausgeführte, ein Zentimeter starke Verputzung aus einem mit Steinsplittern versehenen Kalkputz. Der Putz war ursprünglich kalkweiß gestrichen, während die Fachwerkelemente mit einem oxidroten Anstrich versehen war. Noch im Laufe des 16. Jahrhunderts folgte ein oxidroter Beistrich in den Gefachen. Die heutige Farbgebung geht auf die ursprüngliche Gestaltung zurück.
Das Anwesen bildete mit dem nördlich angrenzenden Haus zunächst eine Einheit. Die Familie Quenstedt blieb bis zum Ende des 17. Jahrhunderts Eigentümer des als Acker- und Brauhof genutzten Komplex. Es schloss sich eine Nutzung als Gasthof an. Durch Heinrich Christian Bertram erfolgte im 18. Jahrhundert eine Teilung der Grundstücke.
Die zur Breiten Straße ausgerichtete westliche Fassade wurde im 18. Jahrhundert verändert. Erd- und Zwischengeschoss sind teilweise in massiver Bauweise ausgeführt. Während des Umbaus des Erdgeschosses im Jahr 1866 wurde eine darin befindliche, aus liegenden Halbhölzern gefertigte Blockstube abgerissen, ohne, dass man die Bedeutung der sonst in Quedlinburg nicht im Original erhaltenen Bauform erkannte. In der Zeit des Spätklassizismus erfolgte der Einbau eines Ladengeschäfts.